# Lofi hip-hop
Le lofi hip-hop (également connu sous le nom de chillhop et lofi beats to study to) est un genre musical downtempo, mêlant des éléments de hip-hop et chill-out. Il a été popularisé dans les années 2010 sur YouTube.

## Histoire

### Origines

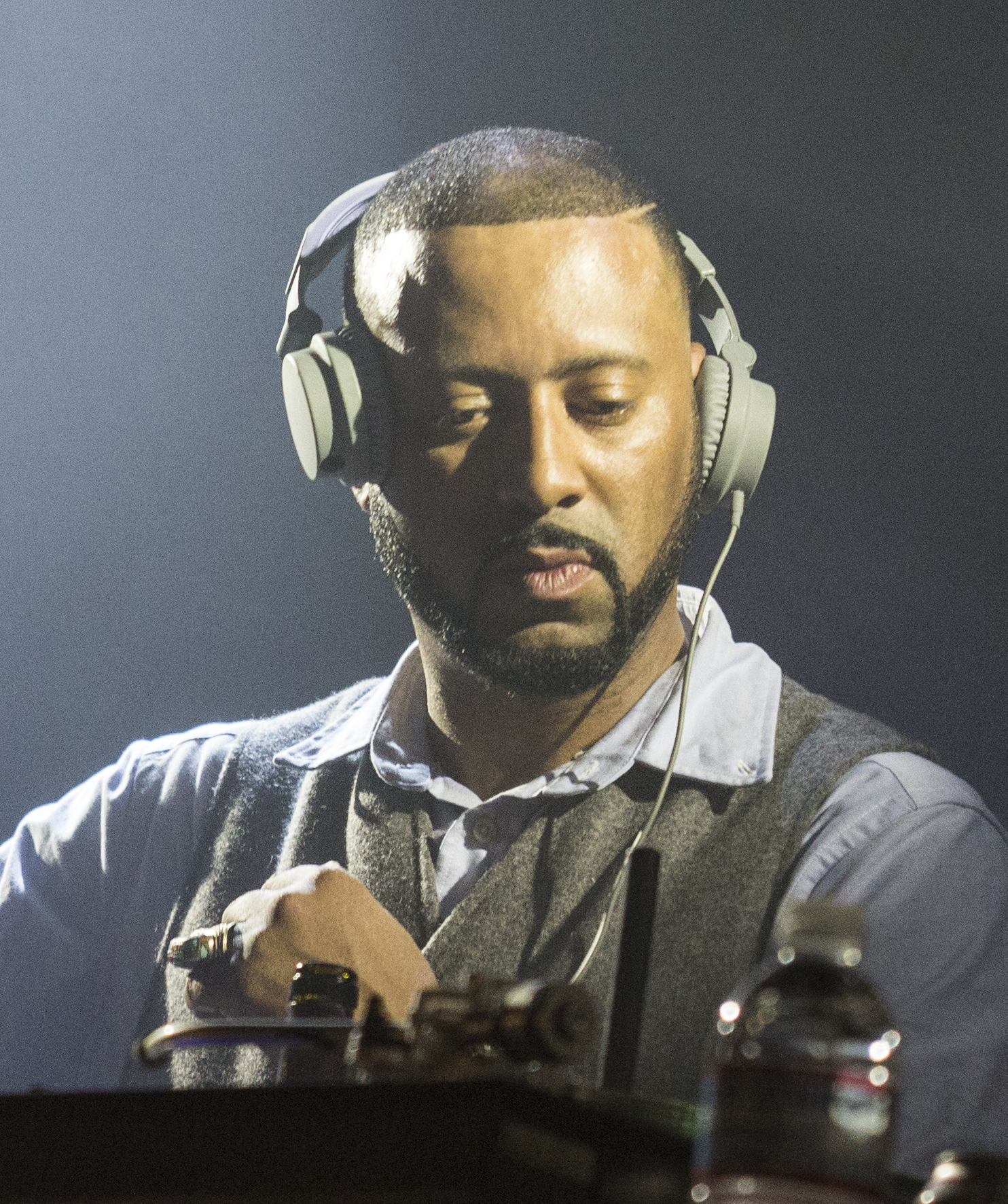
Madlib, l'un des précurseurs du lo-fi hip hop.

Le lo-fi hip-hop est né au sein de la scène hip-hop underground des années 2000, en particulier après l'avènement des échantillonneurs Roland SP-303 et Roland SP-404, qui proposaient tous deux l'effet « lo-fi » comme bouton séparé. Luke Winkie, collaborateur de Vice, a suggéré que "s'il existe une pierre de touche commune pour le lo-fi hip hop, c'est probablement l'album Madvillainy de MF DOOM et Madlib, sorti en 2004.
L'artiste japonais Nujabes, souvent appelé le « parrain du lofi hip-hop »,,, est également considéré comme le moteur de la croissance du lofi grâce à ses contributions à la bande originale du célèbre anime Samurai Champloo. Un autre artiste souvent associé au développement du lofi est le rappeur et producteur américain J Dilla,.

### Émergence et popularité
En 2013, YouTube commence à héberger des flux en direct, ce qui a donné lieu à des « stations de radio » fonctionnant 24 heures sur 24 et consacrées à des microgenres tels que la vaporwave. Les vidéos-compilation sont également populaires, combinant la musique avec des visuels qui peuvent prendre la forme de promenades piétonnes enregistrées dans de grandes villes telles que Tokyo, de visuels en boucle de séries d'animation tels que Les Simpson ou de mèmes Internet. Spotify a contribué à la vague populaire des « lo-fi beats » en créant des « genres Spotified », notamment des playlists Chill Hits et Bedroom Pop, et en promouvant de nombreux artistes de « chill pop ».
En 2015, une forme de downtempo appelée « chillhop » ou « lo-fi hip hop » devient populaire parmi les diffuseurs de musique sur YouTube. La plupart, voire la totalité, du contenu utilisé dans les vidéos YouTube était d'abord publié sur SoundCloud. En 2018, plusieurs de ces chaînes comptaient des millions d'adeptes. Un DJ, Ryan Celsius, émet l'hypothèse qu'elles étaient inspirées par la nostalgie des intercalaires publicitaires utilisés par Toonami et Adult Swim dans les années 2000, et que cela avait « créé une section transversale de personnes qui appréciaient à la fois les animes et les rythmes hip-hop ondulés ». Ces chaînes fonctionnaient également comme des salons de discussion, les participants discutant souvent de leurs luttes personnelles. En 2018, la liste de lecture Chill Hits de Spotify comptait 5,4 millions d'auditeurs et connaissait une croissance rapide.
Winkie attribue à l'utilisateur de YouTube Lofi Girl (anciennement connu sous le nom de ChilledCow) le mérite d'avoir été « la première personne à présenter une fille animée studieuse comme carte de visite, ce qui a établi le cadre esthétique pour le reste des personnes opérant dans le genre ».
L'audience des flux de lo-fi hip-hop augmente de manière significative pendant la pandémie de Covid-19. En avril 2020, MTV News note que « la composition du lo-fi hip hop et la façon dont ses créateurs mélangent des mélodies simplistes avec une utilisation judicieuse des mots pour créer des souvenirs intenses, des sentiments et de la nostalgie » et déclare que la quarantaine en place dans divers pays « conduit les gens à passer plus d'heures en ligne en raison de l'ennui ou des lieux de travail et des écoles virtuels, et les spectacles musicaux diffusés en direct atteignent leur plein potentiel ».